# Kirrwiller
Kirrwiller is een gemeente in het Franse departement Bas-Rhin in de regio Grand Est en telt 512 inwoners (2008). De plaats maakt deel uit van het arrondissement Saverne.
Kirrwiller was tot 1974 een zelfstandige gemeente. In dat jaar fuseerde het met Bosselshausen tot de fusiegemeente Kirrwiller-Bosselshausen. In 2007 werd de fusie ongedaan gemaakt en werden Bosselshausen en Kirrwiller opnieuw zelfstandige gemeenten.

## Geografie
De oppervlakte van Kirrwiller bedraagt 8,18 km², de bevolkingsdichtheid is 63 inwoners per km².
De onderstaande kaart toont de ligging van Kirrwiller met de belangrijkste infrastructuur en aangrenzende gemeenten.

## Demografie
Onderstaande figuur toont het verloop van het inwonertal (bron: INSEE-tellingen).